# Kławdija Toczonowa
Kławdija Aleksandrowna Toczonowa, po mężu Chłybowa, ros. Клавдия Александровна Точёнова (Хлыбова, ur. 16 listopada 1921 w Kostonosowie w obwodzie twerskim, zm. 30 maja 2004) – radziecka lekkoatletka specjalizująca się w pchnięciu kulą, brązowa medalistka letnich igrzysk olimpijskich w Helsinkach (1952).

## Sukcesy sportowe
- dziesięciokrotna (w latach 1946–1951; również w rzucie dyskiem) medalistka mistrzostw Związku Radzieckiego, w tym mistrzyni ZSRR (1951)
- dwukrotna mistrzyni świata studentów (1951, 1953)
- rekordzistka świata (1949)

| Rok  | Miasto   | Zawody               | Konkurencja    | Wynik         |
| ---- | -------- | -------------------- | -------------- | ------------- |
| 1950 | Bruksela | mistrzostwa Europy   | pchnięcie kulą | srebrny medal |
| 1952 | Helsinki | igrzyska olimpijskie | pchnięcie kulą | brązowy medal |

## Rekordy życiowe
- pchnięcie kulą – 15,09 – 1952